# منظف (جريمة)
في أدب الجريمة، المنظف هو الشخص الذي يُدمر أو يُزيل أدلة الإدانة من مسرح الجريمة، عادةً ما تكون جريمة قتل، وكأن الجريمة لم تحدث. المعرفة بعلم التحقيق في مسرح الجريمة أمر هام للمنظف، ويعتبر المنظف متورطاً في الجريمة كونه متستراً عليها.
قد يكون المنظف احياناً قاتل، لأن جريمة القتل قد تحتاج إلى "تنظيف مسرح الجريمة لأخفائها.
كلمة منظف هي أيضاً مصطلح عامي لشخص (عادةً ما يعمل في منظمة إجرامية أو وكالة حكومية سرية) يتخلص من الجثة بعد الجريمة.
في الحياة الواقعية، هناك مجال شرعي لتنظيف مسارح الجريمة بعد انتهاء الشرطة منها. تتضمن إزالة الدماء والمواد البيولوجية الخطيرة، أو المواد الكيميائية الخطيرة التي تستخدم في مختبرات تصنيع المخدرات الغير قانونية.

## أمثلة حقيقية
- جودي سميث

## امثلة خيالية
- مايك ايرمنتروت، في اختلال ضال
- وينستون وولف، في فيلم الخيال المثير
- كارل، في فيلم ميونخ